# Olaf Barda
Pour les articles homonymes, voir Barda.
Olaf Barda (né Olaf Martinius Olsen) est un joueur d'échecs norvégien né le 17 août 1909 et mort le 2 mai 1971 à Oslo.

## Biographie et carrière
Premier joueur norvégien à obtenir le titre de maître international en 1952, Olaf Barda obtint le titre de grand maître international d'échecs par correspondance en 1953, il remporta le championnat de Norvège à six reprises : en 1930 (sous le nom de Olsen) puis en 1947, 1948, 1952, 1953 et 1957. Il fut champion de Norvège d'échecs par correspondance en 1946 et 1949-1950 et finit quatrième du premier championnat du monde d'échecs par correspondance (1950-1953). Il remporta le tournoi de Jönköping 1958-1959 en Suède, ex æquo avec Alexandre Kotov et Viatcheslav Ragozine,.
Olaf Barda représenta la Norvège lors de l'Olympiade d'échecs de 1930 à Hambourg (marquant 4 points sur 14 au premier échiquier dont une victoire sur le Hongrois Maroczy). Sa fiche sur le site olimpbase.org inclut aussi l'Olympiade d'échecs de 1956 à Moscou, mais il s'agit de son fils Yngvar Barda qui jouait au premier échiquier de réserve (premier remplaçant).